# Victoria, Chile
Victoria este un oraș și comună din provincia Malleco, regiunea La Araucanía, Chile, cu o populație de 32.448 locuitori (2012) și o suprafață de 1256 km2.